# I bambini e noi
I bambini e noi è un programma televisivo italiano, diviso in sei episodi, realizzato per la RAI da Luigi Comencini nel 1970. Andò in onda nel 1978 con l'aggiunta di alcune registrazioni effettuate successivamente. Il programma è stato in seguito reso disponibile al pubblico interamente sulla piattaforma RaiPlay. 
Comencini intervista bambini di diverse regioni italiane e diverse condizioni sociali, ma principalmente i più poveri, andando a trovarli nelle periferie delle grandi città o nelle campagne.
Commentando la sua inchiesta Comencini dichiarò: "Non mi sono mai messo nella condizione di colui che vuole 'illustrare' le sue idee, ma ho cercato di farmi un'idea attraverso l'esame della realtà".
I bambini e noi, avendo ispirato molta della produzione successiva del regista, è stato considerato "uno strappo nella carriera di Comencini, una lacerazione attraverso cui il reale farà irruzione nel suo cinema, contaminando la finzione, ammalandola di realtà" .
Uno dei bambini intervistati, Domenico Santoro, nel 1972 interpreterà il ruolo di Lucignolo nello sceneggiato televisivo Le avventure di Pinocchio, sotto la regia dello stesso Comencini.
Le musiche originali del programma sono del compositore Fiorenzo Carpi.